# Gellio Egnazio
Gellio Egnazio (in latino Gellius Egnatius; IV secolo a.C. – Sentino, 295 a.C.) è stato un condottiero sannita, attivo durante la terza guerra sannitica.

## Biografia
Tito Livio racconta che, dopo il secondo anno di guerra, i Sanniti sembravano già sconfitti; allora Gellio Egnazio marciò in Etruria, nonostante la presenza romana nel Sannio, e convinse gli Etruschi ad allearsi con loro contro Roma. Ciò ottenne l'effetto di far ritirare le forze romane dal Sannio per un po', anche se Sanniti ed Etruschi furono sconfitti dai consoli Appio Claudio e Lucio Volumnio.
Nel 295 a.C., ultimo anno della guerra, Egnazio ottenne la collaborazione di Galli e Umbri; quando, però, gli Etruschi e gli Umbri ritirarono il loro appoggio, i Galli e i Sanniti passarono gli Appennini e si incontrarono coi Romani presso la città di Sentino (Sassoferrato). Nella battaglia che ne seguì, decisiva per l'esito della guerra, Gellio Egnazio fu ucciso e i Romani ottennero una vittoria schiacciante.